# Matky z Náměstí nebeského klidu

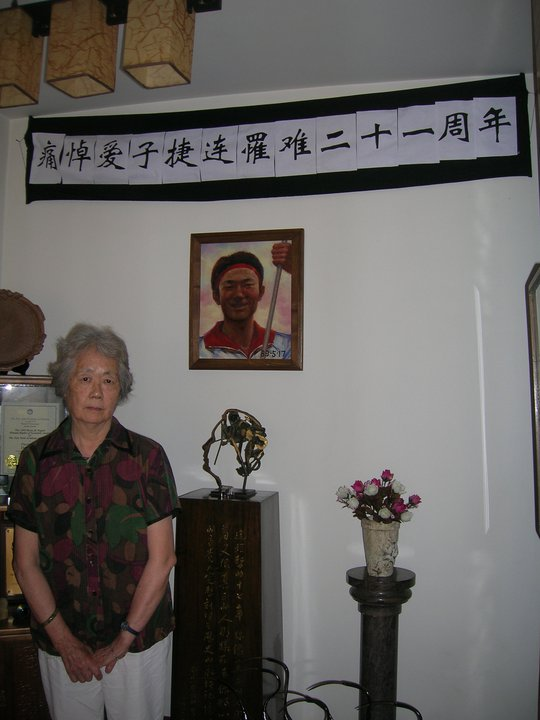
Ting C´-Lin, zakladatelka hnutí Matek z náměstí Nebeského klidu

Matky z Náměstí nebeského klidu (čínsky 天安门母亲) je skupina čínských demokratických aktivistek, které prosazují změnu postoje vlády k protestům a masakru na náměstí Nebeského klidu v roce 1989. Vede ji Ting C’-Lin, profesorka filozofie v důchodu, jejíž dospívající syn byl během protestů zastřelen vládními jednotkami. Skupina, kterou tvoří rodiče, přátelé a příbuzní obětí masakru, vznikla v září 1989, když se Ting spolu se svým manželem Ťiang Pchej-kchu-nem seznámila s další matkou Čang Sien-ling, jejíž devatenáctiletý syn byl dne 4. června 1989 rovněž zabit. Kromě vedení kampaní skupina také šíří informace o událostech mezi veřejností, zejména prostřednictvím internetu. V současnosti skupinu tvoří příbuzní 125 osob zabitých během protestů. Za své úsilí byla Ting označena za „obhájkyni mrtvých“.

## Pozadí

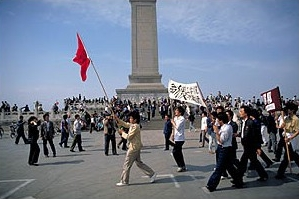
Protesty na náměstí Nebeského klidu v roce 1989

Demonstranti požadovali demokratizaci společnosti, stejně jako se tomu dělo ve stejné době ve východní Evropě. Události začaly v polovině dubna 1989, kdy se konalo uctění památky zemřelého bývalého generálního tajemníka Čínské komunistické strany Chu Jao-panga, který byl považován za hospodářského reformátora a v roce 1987 byl z tohoto důvodu zbaven moci. Pietní shromáždění, kterého se zúčastnilo kolem 100 000 lidí, se změnilo v manifestaci za demokratické změny v Číně. Protesty proti čínské vládě se během května rozšířily do dalších měst a konaly se také studentské stávky. Studenti Akademie vytvořili několikametrovou sochu Bohyně demokracie a vztyčili ji přímo proti centrálnímu Památníku Lidových hrdinů. V průběhu protestů byl na oficiální návštěvě Číny Michail Gorbačov a do Pekingu přijelo množství novinářů z hlavních světových médií, z nichž někteří zůstali v Pekingu a zachytili násilné potlačení protestů. Za svobodu slova demonstrovali spolu se studenty také čínští novináři.
Dne 20. května vyhlásila čínská vláda stanné právo a v čínském hlavním městě byl vyhlášen výjimečný stav. Nasazeno bylo až 200 000 vojáků. Od 2. června 1989 zabrali demonstranti náměstí a začali blokovat i další ulice v centru města. Demonstrací, které trvaly šest týdnů, se celkem zúčastnilo více než milion lidí. Dne 4. června začala armáda jednat a proti demonstrantům použila ostrou munici. Počet obětí se různí. Dle Komunistické strany Číny se mělo jednat o 200–300 obětí, mezi nimiž bylo jen 23 studentů a několik desítek členů policie a armády, jiné zprávy ale mluví o vyšších počtech mrtvých. Podle americké tajné služby CIA zemřelo 400–900 lidí, podle Čínského červeného kříže a zástupců studentské organizace to bylo 2 000–3 000 osob, podle odtajněných britských dokumentů zemřelo více než 10 000 lidí.

## Vznik skupiny
Před červnem 1989 byla Ting C’-Lin profesorkou filozofie na Lidové univerzitě a členkou komunistické strany. Dne 3. června 1989 byl její sedmnáctiletý syn Ťiang Ťie-lian zabit na náměstí Nebeského klidu. Ting se snažila zjistit, co se stalo s jejím synem a těmi, kteří byli té noci zabiti. Setkávala se s rodinami obětí, čehož si všimly bezpečnostní složky a nechaly ji sledovat.
Navzdory expanzi skupiny se mnoho čínských intelektuálů drželo stranou, podobně jako tomu bylo v případě hnutí Zeď demokracie na konci sedmdesátých let 20. století. Jednou z výjimek byl Wu Cu-kuang, který na zasedání Čínského lidového politického poradního shromáždění v roce 1997 obhajoval změnu vládního postoje a vzhledem ke svému věku za své výroky neutrpěl žádné následky. K dalším členům skupiny patřil student Ťiang Čchi-šeng, absolvent Pekingského leteckého institutu, který se stal vedoucím Pekingské studentské autonomní federace, jež jednala ve spojení s dalšími univerzitami a tvořila součást delegace, která se setkala s čínským premiérem Li Pchengem, aby se pokusila protesty na náměstí Nebeského klidu vyřešit mírovou cestou. Byl uvězněn na 18 měsíců a po propuštění v únoru 1991 mu bylo odepřeno naleznout regulérní zaměstnání.
Členky Matek z Náměstí nebeského klidu se snažily získat pozornost mezinárodních médií, aby dostaly svou kampaň do povědomí veřejnosti. V rozhovoru pro televizní stanici ABC v květnu 1991 Ting a Čang Sien-ling odsoudily kroky čínské vlády a zejména premiéra Li Pchenga, který tvrdil, že zásah byl nutný pro udržení sociální stability. Vyzvala také lidi, aby nezapomínali na ty, kteří přišli o život. O tři roky později, v roce 1994, a v den pátého výročí potlačení represí, Ting publikovala publikaci o pátrání po obětech 4. června (The Factual Account of a Search for the June 4 Victims), v níž uvedla 96 zabitých osob. K desátému výročí tragédie, 4. června 1999, již uvedla 155 mrtvých a 65 zraněných, ale poznamenala, že to je „jen špička ledovce... ale alespoň je vidět.“
Pravidelná veřejná kampaň Ting, včetně petic a žalob proti vládě, vedla v květnu 1992 k jejímu vyloučení ze strany a Ting i její manžel, rovněž profesor na univerzitě, byli v roce 1993 nuceni odejít do důchodu. Hnutí inspirovalo i další rodiny politických vězňů ke kampani za jejich propuštění. Od té doby se několik desítek rodin pravidelně schází při každém výročí potlačení protestů, a to navzdory zastrašování ze strany vlády. Ting a další členové jsou v důsledku svých akcí příležitostně zadržováni.

## Požadavky
Čínská vláda v současné době považuje protesty za „kontrarevoluční povstání". Hnutí předložilo čínské vládě v souvislosti s protesty pětibodový požadavek:
1. Právo na pokojné truchlení na veřejnosti
2. Právo přijímat humanitární pomoc od organizací a jednotlivců v Číně i mimo ni
3. Zákaz pronásledování obětí, včetně osob zraněných při střelbě a rodin mrtvých
4. Propuštění všech osob, které jsou stále ve vězení za svou roli v protestech v roce 1989
5. Úplné a veřejné vyšetřování represí

Skupina také požaduje, aby čínská vláda uvedla jména mrtvých, odškodnila rodiny a potrestala odpovědné osoby. Vláda poprvé vyplatila 70 000 jüanů jedné z rodin obětí v roce 2006. Tento krok Ting uvítala, i když podle ní pravděpodobně neznamená změnu vládního postoje.